# شيخة مصرية
الشيخة المصرية (باللاتينية: Senecio aegyptius) نوع نباتي يتبع  جنس الشيخة من الفصيلة النجمية.

## الموئل والانتشار
موطنه الأصلي سيناء ومصر والمغرب العربي وقبرص.

## مرادفات للاسم العلمي
- (باللاتينية: Senecio verbenifolius Jacq.)
- (باللاتينية: Senecio aegyptius subsp. thebanus Kadereit)